# 礒貝洋光
礒貝 洋光（いそがい ひろみつ、1969年（昭和44年）4月19日 - ）は、熊本県下益城郡小川町（現宇城市）出身の日本の元サッカー選手。

## 経歴
小学校時代に全日本少年サッカー大会に出場すると天才サッカー少年として脚光を浴びた。中学時代はU-17日本代表のエースストライカー。 1985年に帝京高校に入学すると1年生から10番を背負った。1986年にはU-20日本代表としてFIFAワールドユースアジア予選に出場した。
1988年に東海大学に入学すると澤登正朗と共に1年時からレギュラーとして全日本大学サッカー選手権大会を始め多くのタイトルを獲得した。また、1991年に日本代表に選出され、4月のスパルタク・モスクワ戦と5月のバスコ・ダ・ガマ戦でプレーしている（在学中はAマッチ出場は無し）。Jリーグ開幕前年の1992年に東海大学を中退して、ガンバ大阪に入団。当時監督を務めていた釜本邦茂による勧誘が決め手のひとつであった。
その後は永島昭浩や本並健治らと共に、Jリーグ初期のガンバで活躍。1995年の日本代表としてインターコンチネンタル選手権で念願のAマッチデビューを果たすが、これが最後の代表出場となった。1997年に浦和レッドダイヤモンズに移籍し、翌1998年に29歳で現役を引退した。Jリーグ通算成績は135試合出場29得点。
サッカー選手を引退後は、1999年の「スーパーマリオよみうりオープン」に主催者推薦でアマチュアとしてゴルフツアーに初出場し、ゴルファーとしての活動を開始した。その後プロ宣言し、2002年には主催者推薦でダイヤモンドカップゴルフトーナメントにてプロ宣言後初のツアー参戦を果たした。それ以降はQT受験からのツアー参加を目指したが突破は果たせず、ツアー外競技中心の活動となった。
2006年にはPGAプロテストに挑み、一次テストを突破するも合格はならなかった。
その後もトレーニングを続け、チャレンジの出場やQT受験に挑んだが本戦への突破は叶わなかった。競技外でもゴルフ番組への出演、キャディとしてプロに帯同するなどゴルフに関わり続けてはいたが、ゴルファーとして目立った結果は残せず、本人によると獲得賞金についても「ほとんどない、記憶に無い」という。
2018年6月現在はプロゴルフからも離れ、車中泊や友人の一軒家を間借りして生活。仕事はサッカースクールの指導や高校時代の同級生が棟梁を務める現場で大工の見習い、スポーツコンサルタントなどの依頼をその都度受けてこなしている。

## 人物・エピソード
- 1987年度の全国高校サッカー選手権準々決勝で澤登正朗率いる東海大一高と対戦。PK戦にもつれた試合の最後のキッカーとなりこれを外している。
- Jリーグ開幕の1993年シーズンに、シジマールの持っていた731分連続無失点記録を予告ゴールで破った。
- 2009年8月、TV番組（朝日放送「探偵!ナイトスクープ」）内において、再びサッカーボールを蹴る姿が放映された。きっかけは、熊本に住む磯貝の親戚から送られた、「彼がかつてスタープレイヤーであったことを全く信じてくれず『ただの冴えないおじさん』としか思っていない小学生の息子2人に、磯貝が凄い選手だったことを教えたい」という依頼だった。ミニゲームを行うにあたっては、関西大学サッカー部が協力した[11]。
- 埼玉県ふじみ野市を拠点とするジュニアユースクラブ、CLUB GORICA（クラブゴリツァ）のコーチを務めている。
- 2018年9月に、eSportsサッカー団体eS-League（エスリーグ）のアンバサダーに就任し、イベント出演などで活躍している。

## 所属クラブ
ユース経歴
- 1982年 - 1984年 小川町立小川中学校
- 1985年 - 1987年 帝京高等学校
- 1988年 - 1991年 東海大学

プロ経歴
- 1992年 - 1996年 ガンバ大阪
- 1997年 - 1998年7月 浦和レッドダイヤモンズ

## 個人成績
| 国内大会個人成績 | 国内大会個人成績 | 国内大会個人成績 | 国内大会個人成績 | 国内大会個人成績 | 国内大会個人成績 | 国内大会個人成績 | 国内大会個人成績 | 国内大会個人成績 | 国内大会個人成績 | 国内大会個人成績 | 国内大会個人成績 |
| 年度             | クラブ           | 背番号           | リーグ           | リーグ戦         | リーグ戦         | リーグ杯         | リーグ杯         | オープン杯       | オープン杯       | 期間通算         | 期間通算         |
| 年度             | クラブ           | 背番号           | リーグ           | 出場             | 得点             | 出場             | 得点             | 出場             | 得点             | 出場             | 得点             |
| 日本             | 日本             | 日本             | 日本             | リーグ戦         | リーグ戦         | リーグ杯         | リーグ杯         | 天皇杯           | 天皇杯           | 期間通算         | 期間通算         |
| ---------------- | ---------------- | ---------------- | ---------------- | ---------------- | ---------------- | ---------------- | ---------------- | ---------------- | ---------------- | ---------------- | ---------------- |
| 1992             | G大阪            | -                | J                | -                | -                | 8                | 0                | 3                | 0                | 11               | 0                |
| 1993             | G大阪            | -                | J                | 28               | 6                | 4                | 0                | 2                | 0                | 34               | 6                |
| 1994             | G大阪            | -                | J                | 40               | 6                | 3                | 0                | 4                | 0                | 47               | 6                |
| 1995             | G大阪            | -                | J                | 37               | 13               | -                | -                | 4                | 4                | 41               | 17               |
| 1996             | G大阪            | -                | J                | 20               | 1                | 9                | 2                | 4                | 2                | 33               | 5                |
| 1997             | 浦和             | 14               | J                | 10               | 3                | 0                | 0                | 1                | 0                | 11               | 3                |
| 1998             | 浦和             | 14               | J                | 0                | 0                | 0                | 0                | -                | -                | 0                | 0                |
| 通算             | 日本             | 日本             | J1               | 135              | 29               | 24               | 2                | 18               | 6                | 177              | 37               |
| 総通算           | 総通算           | 総通算           | 総通算           | 135              | 29               | 24               | 2                | 18               | 6                | 177              | 37               |

## 代表歴

### 試合数
- 国際Aマッチ 2試合 0得点(1995年)[1]

| 日本代表 | 国際Aマッチ | 国際Aマッチ |
| 年       | 出場        | 得点        |
| -------- | ----------- | ----------- |
| 1995     | 2           | 0           |
| 通算     | 2           | 0           |

### 出場
| No. | 開催日         | 開催都市 | スタジアム | 対戦相手     | 結果 | 監督   | 大会                         |
| --- | -------------- | -------- | ---------- | ------------ | ---- | ------ | ---------------------------- |
| 1.  | 1995年01月06日 | リヤド   |            | ナイジェリア | ●0-3 | 加茂周 | インターコンチネンタル選手権 |
| 2.  | 1995年01月08日 | リヤド   |            | アルゼンチン | ●1-5 | 加茂周 | インターコンチネンタル選手権 |

## 音楽作品
- 「ビバ!ガンビーノ」（マーキー&ガンビーノ with 礒貝洋光）

1994年発売。ガンバ大阪オフィシャルサポーターズソング。公称3万枚を売り上げた。
FM802のOSAKAN HOT 100では最高位23位。

## ゴルファーとしての成績

### ツアー
1999

06/17-06/20	国内男子	スーパーマリオよみうりオープン
予落	+16	160

2002

05/30-06/02	国内男子	ダイヤモンドカップトーナメント	　　　　　
予落	+21	165

### チャレンジ
2006

09/07-09/08	国内男子	PGMシリーズ第5戦かさぎチャレンジ	　　　　　　
予落	+3	75